# Cambefortantus myops
Cambefortantus myops är en skalbaggsart som beskrevs av Lebis 1953. Cambefortantus myops ingår i släktet Cambefortantus och familjen bladhorningar. Inga underarter finns listade.